# Guy Billout
Pour les articles homonymes, voir Billout.
Guy Billout, né à Decize en 1941, est un illustrateur et caricaturiste français. Il est connu dans le monde entier pour ses illustrations publiées de 1982 à 2006 dans le magazine The Atlantic Monthly, qui lui rapportent plusieurs récompenses et une renommée internationale. 

## Biographie
Né en 1941, Guy Billout étudie les arts appliqués à Beaune avant de s'installer à Paris en 1962 et de travailler dans le monde publicitaire de 1962 à 1969. Il déménage ensuite aux États-Unis pour commencer sa carrière d'illustrateur. Il collabore ainsi pour plusieurs magazines, de Life au New York Times en passant par Travel & Leisure et The Atlantic Monthly.
Outre ses publications artistiques, Guy Billout est aussi l'auteur de plusieurs ouvrages, notamment sur la mythologie grecque. 
En 1989, il reçoit le Hamilton King Award, qui récompense chaque année le travail d'un illustrateur. En 1994, il obtient la "Mention" Premio Grafico Fiera di Bologna per la Gioventù de  la Foire du livre de jeunesse de Bologne (Italie) pour Journey (En voyage).En 2016, il intègre le Hall of Fame de la Société des Illustrateurs. Plus récemment, en 2021,  il signe la pochette de l'album  "Bye Bye Baby" du groupe Requin Chagrin,.
Le style de Billout est d'une esthétique épurée et claire. Son dessin, réaliste, est rectilignes et utilise volontiers la perspective et les lignes architecturales. Ses dessins incorporent une touche d'ironie et d'incongruité au sein de situations quotidiennes et ordinaires. Son travail a été régulièrement publié par le magazine The Atlantic Monthly. Il est auteur de plusieurs livres, dont une collection sur la mythologie grecque.

## Naissance et débuts

### École d'art et publicité (1941-1969)
Né en 1941 à Decize (Nièvre), Guy Billout grandit dans le centre de la France, à Nevers. Il reçoit une éducation conservatrice. Son père, René George, est journaliste. Sa mère, Christiane, est quant à elle libraire. Il est le premier, dans sa famille, à embrasser une carrière artistique. Dans les années 1950, il étudie l’art de la publicité à l’école des Arts appliqués de Beaune, en Bourgogne. Il s’installe à Paris en 1962 à l’âge de 21 ans, et travaille pour l’agence de publicité Publicis jusqu’en 1966. Il travaille ensuite pendant deux ans pour l’agence Thibaud-Lintas, de 1966 à 1969, avant de déménager à New York dès 1969 pour se consacrer entièrement à sa carrière d’illustrateur.

## Un dessinateur reconnu: la carrière américaine et internationale

### Les débuts (1969-1982)
Après sa brève carrière dans la publicité, Billout arrive aux États-Unis en 1969 à l’âge de 28 ans. Inexpérimenté et novice, il présente à Milton Glaser, designer et directeur graphique du New York Magazine, une série d’illustrations racontant l’obsession d’un jeune artiste pour l’Amérique. Glaser publie la série en entier dans le magazine.
Billout est ensuite embauché par Redbook magazine où il est chargé de créer une série de 12 petites illustrations, nommées Summer Fiction Bonus. La série est publiée en août 1969 par le magazine. Au fil des années, le dessinateur travaille pour des magazines comme le New York Times, Life, Travel & Leisure, l’Encyclopedia Britannica, et d’autres publications.

#### 1982-2006:The Atlantic Monthly, gloire et récompenses
En 1982, Billout se voit offrir par Judy Garlan une page bimensuelle dans le magazine The Atlantic Monthly, où le dessinateur, jouissant d’une liberté éditoriale totale, publie ses dessins les plus connus pendant 24 ans. Les dessins qu’il y publie présentent souvent des scènes ordinaires où s’immiscent l’inattendu ou l’extraordinaire, créant ainsi un effet d’ironie et de curiosité. Cette exposition, de 1984 à 2006, permet à Billout d’être un des illustrateurs les plus courtisés d’Amérique du Nord. En 1989, il reçoit d’ailleurs le Hamilton King Award, récompense de la Société des Illustrateurs qui honore chaque année le travail d’un illustrateur, après avoir reçu la médaille d’argent de la Société des Illustrateurs à deux reprises, en 1985 et 1987.

## Technique et influences

### Influences
Les influences de Billout sont diverses : son dessin rappelle la technique d’Hergé (1907-1983), créateur de Tintin, mais puise aussi son inspiration chez Raymond Savignac (1907-2002), affichiste français, André François (1915-2015), caricaturiste franco-hongrois, ou encore Ronald Searle (1920-2011), illustrateur britannique. Il s'est notamment inspiré du shin-hanga (estampes japonaises) pour ses travaux.

### Techniques
Le style de Billout est d'esthétique épurée, claire, et incorpore souvent un élément d'ironie. Son travail est régulièrement publié par le magazine The Atlantic Monthly. il est auteur de plusieurs livres, dont une collection sur la mythologie grecque.

## Quelques publications
- The Mother Goose Collection, 1985 (OCLC 262475877)
- Journey, Mankato, Creative Education, 1993 ; traduction française : En voyage, Gallimard jeunesse, 1993
- Il y a encore quelque chose qui cloche, 2002  (ISBN 978-2-02053-792-6)
- The Frog Who Wanted to See the Sea, 2008  (ISBN 978-1-56846-188-5)